# Aldeaquemada
Aldeaquemada è un comune spagnolo di 576 abitanti situato nella comunità autonoma dell'Andalusia.